# North Charleston
North Charleston è una città degli Stati Uniti d'America, nelle contee di Berkeley, Charleston e Dorchester, nella Carolina del Sud.
Sobborgo settentrionale di Charleston, con una popolazione di circa 90.000 abitanti è la terza città dello Stato. Ottenne lo status di city nel 1972 quando aveva una popolazione di 21.000 abitanti, oggi più che quadruplicata. È classificata tra le prime dieci città degli Stati Uniti per tasso di criminalità.